# Tolar Grande
Tolar Grande é um município da Província de Salta, na Argentina.